# کته خاک
کته خاک (به لاتین: Katah Khak) یک منطقهٔ مسکونی در افغانستان است که در ولایت بامیان واقع شده‌است.